# سان را
سان را (انگلیسی: Sun Ra؛ ۲۲ مهٔ ۱۹۱۴ – ۳۰ مهٔ ۱۹۹۳) آهنگساز، تنظیم‌کننده، پیانیست و کیبوردنواز جاز، و رهبر گروه و شاعر اهل ایالات متحده آمریکا بود که بین سال‌های ۱۹۳۴ تا ۱۹۹۳ میلادی فعالیت می‌کرد.
او به خاطر آثارش در زمینهٔ موسیقی تجربی و نیز به خاطر اجراهای نمایشی‌اش شناخته می‌شود.